# Маленькая Англия
«Маленькая Англия» ( Μικρά Αγγλία) — кинофильм режиссёра Пантелиса Вульгариса, вышедший на экраны в 2013 году. Экранизация одноимённого романа Иоанны Каристиани, жены Вульгариса.

## Сюжет
Действие фильма происходит на греческом острове Андрос и охватывает период с конца 1920-х по начало 1950-х годов. Жизнь местных женщин связана с мужчинами, которые годами пропадают в море. 20-летняя Орса влюблена в молодого моряка Спироса и обещает дождаться его возвращения из очередного плавания. Однако мать не желает слышать об этом бедняке и выдаёт дочь замуж за состоятельного капитана Никоса, представителя здешней аристократии. После возвращения Спирос, уже ставший капитаном и неплохо зарабатывающий, неожиданно просит руки Моски, младшей сестры Орсы. На этот раз мать соглашается, и Моска, не подозревающая о чувствах, связывающих Спироса и Орсу, счастлива со своим мужем. Идут годы, наполненные повседневными заботами, воспитанием детей и ожиданием мужей. Пока однажды, уже после начала Второй мировой войны, Моска не узнаёт всю правду...

## В ролях
- Пинелопи Цилика — Орса
- София Коккали — Моска
- Анеза Пападопулу — Мина, мать Орсы и Моски
- Андреас Константину — Спирос, муж Моски
- Максимос Мумурис — Никос, муж Орсы
- Василис Василакис — Саввас, отец Орсы и Моски
- Христос Калаврузос — дядя Эмилиос

## Награды и номинации
- 2014 — шесть премий Греческой киноакадемии: лучший фильм, операторская работа (Симос Саркецис), сценография (Антонис Даглидис), костюмы (Юла Зойопулу), грим (Эви Зафиропулу), звук. Кроме того, лента получила ещё 7 номинаций: лучший сценарий (Иоанна Каристиани), актриса (Пинелопи Цилика и София Коккали), актёр второго плана (Христос Калаврузос), монтаж (Такис Яннопулос), музыка (Катерина Полеми), специальные эффекты.
- 2014 — приз «Золотой кубок» за лучший фильм Шанхайского кинофестиваля.
- 2014 — номинация на премию «Спутник» за лучший международный фильм.